# Монтальдо-Роэро
Монтальдо-Роэро (итал. Montaldo Roero) — коммуна в Италии, располагается в регионе Пьемонт, в провинции Кунео.
Население составляет 890 человек (2008 г.), плотность населения составляет 81 чел./км². Занимает площадь 11 км². Почтовый индекс — 12040. Телефонный код — 0172.
Покровителем населённого пункта считается святой Рох. В коммуне 25 марта особо празднуется Благовещенье Пресвятой Богородицы.

## Демография
Динамика населения:

## Администрация коммуны
- Официальный сайт: